# Mérignies
Mérignies est une commune française située dans le département du Nord, en région Hauts-de-France.
Le village conserve un charme rural indéniable et une partie de son activité agricole. De par sa proximité avec Lille et les grands axes de communication, il est devenu un village résidentiel aisé dont la population ne cesse d'augmenter.

## Géographie
Mérignies est située dans la Pévèle entre Pont-à-Marcq et Bersée.

### Communes limitrophes

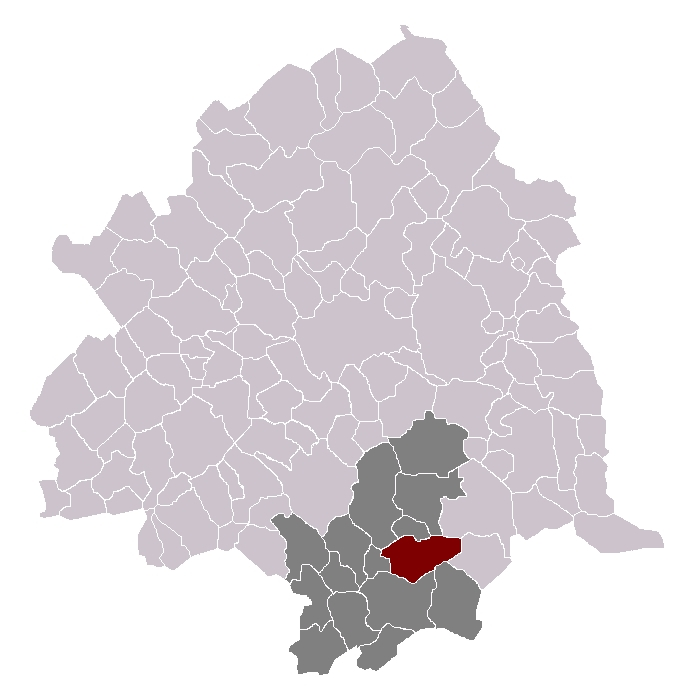
Mérignies dans son canton et son arrondissement

| Avelin         | Ennevelin Pont-à-Marcq | Templeuve-en-Pévèle |
| Tourmignies    | Mérignies              | Cappelle-en-Pévèle  |
| Mons-en-Pévèle |                        | Bersée              |

### Hydrographie

#### Réseau hydrographique
La commune est située dans le bassin Artois-Picardie. Elle est drainée par la Marque, le ruisseau Petite Marque, la Mousserie, la Planque et divers autres petits cours d'eau,.
La Marque, d'une longueur de 32 km, prend sa source dans la commune de Thumeries et se jette  dans le canal de Roubaix à Wasquehal, après avoir traversé 25 communes. Les caractéristiques hydrologiques de la Marque sont données par la station hydrologique située sur la commune. Le débit moyen mensuel est de 0,226 m3/s. Le débit moyen journalier maximum est de 6,470 3 décembre 20 008,35 m3/s, atteint le même jour.

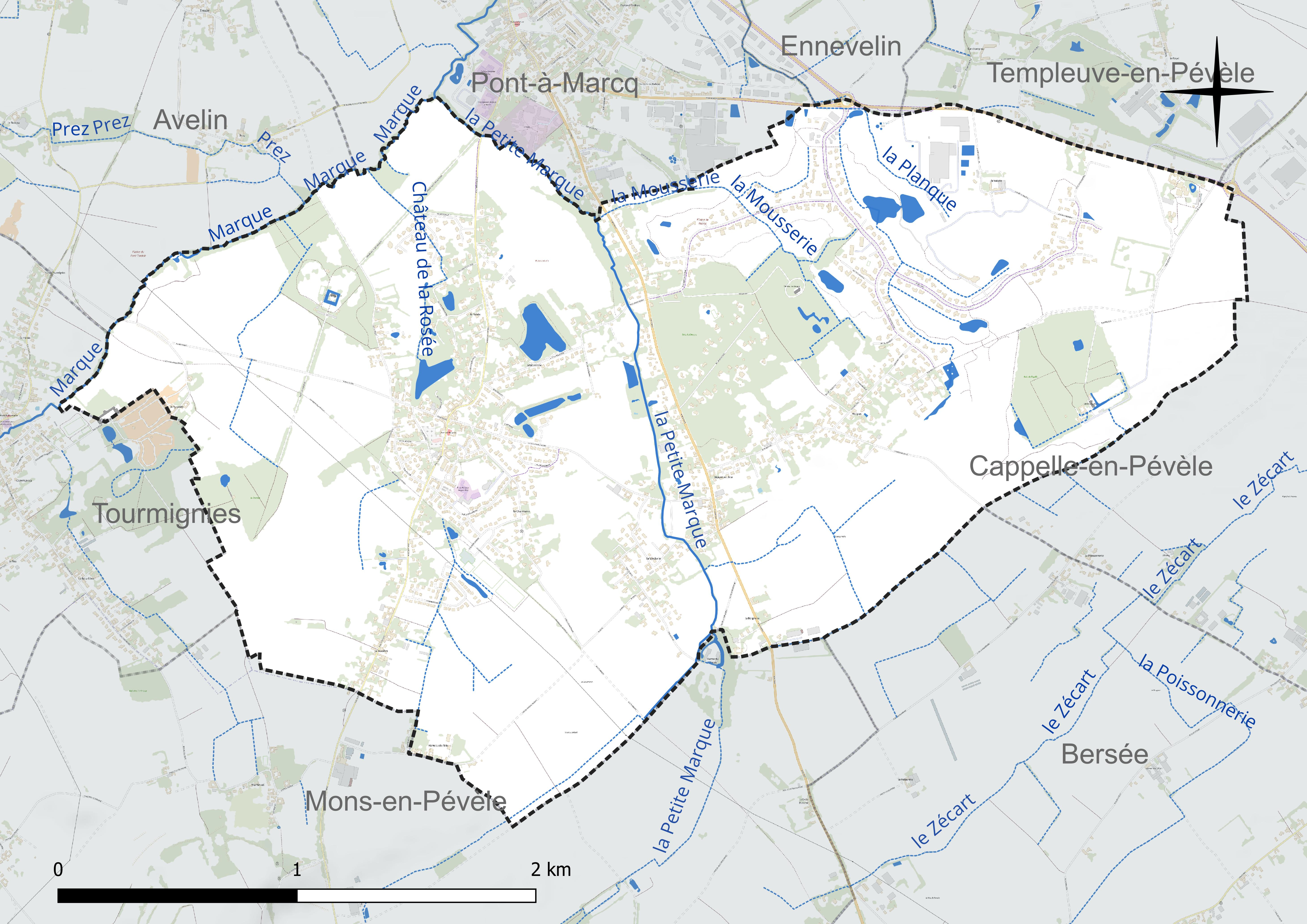
Réseau hydrographique de Mérignies.

#### Gestion et qualité des eaux
Le territoire communal est couvert par le schéma d'aménagement et de gestion des eaux (SAGE) « Marque Deûle ». Ce document de planification concerne un territoire de 1 120 km2 de superficie, délimité par les bassins versants de la Marque et de la Deûle, formant une vaste cuvette sédimentaire de 40 km de long et de 25 km de large, où la pente est très faible. Le périmètre a été arrêté le 2 décembre 2005 et le SAGE proprement dit a été approuvé le 9 mars 2020. La structure porteuse de l'élaboration et de la mise en œuvre est la Métropole européenne de Lille. 
La qualité des cours d'eau peut être consultée sur un site dédié géré par les agences de l'eau et l'Agence française pour la biodiversité. 

### Climat
Pour des articles plus généraux, voir Climat des Hauts-de-France et Climat du Nord.
En 2010, le climat de la commune est de type climat océanique dégradé des plaines du Centre et du Nord, selon une étude du CNRS s'appuyant sur une série de données couvrant la période 1971-2000. En 2020, Météo-France publie une typologie des climats de la France métropolitaine dans laquelle la commune est exposée à un climat océanique et est dans la région climatique  Nord-est du bassin Parisien, caractérisée par un ensoleillement médiocre, une pluviométrie moyenne régulièrement répartie au cours de l'année et un hiver froid (3 °C). 
Pour la période 1971-2000, la température annuelle moyenne est de 10,5 °C, avec une amplitude thermique annuelle de 14,5 °C. Le cumul annuel moyen de précipitations est de 704 mm, avec 12,2 jours de précipitations en janvier et 9 jours en juillet. Pour la période 1991-2020, la température moyenne annuelle observée sur la station météorologique la plus proche, située sur la commune de Cappelle-en-Pévèle à 5 km à vol d'oiseau, est de 11,1 °C et le cumul annuel moyen de précipitations est de 736,6 mm,. Pour l'avenir, les paramètres climatiques de la commune estimés pour 2050 selon différents scénarios d'émission de gaz à effet de serre sont consultables sur un site dédié publié par Météo-France en novembre 2022.
| Mois                                  | jan.             | fév.             | mars             | avril         | mai             | juin          | jui.           | août          | sep.          | oct.          | nov.            | déc.          | année      |
| ------------------------------------- | ---------------- | ---------------- | ---------------- | ------------- | --------------- | ------------- | -------------- | ------------- | ------------- | ------------- | --------------- | ------------- | ---------- |
| Température minimale moyenne (°C)     | 1,3              | 1,5              | 3,3              | 5,3           | 8,6             | 11,4          | 13,4           | 13,2          | 10,7          | 7,7           | 4,4             | 2             | 6,9        |
| Température moyenne (°C)              | 3,8              | 4,5              | 7,3              | 10,4          | 13,8            | 16,7          | 18,8           | 18,7          | 15,6          | 11,6          | 7,3             | 4,4           | 11,1       |
| Température maximale moyenne (°C)     | 6,4              | 7,5              | 11,3             | 15,5          | 18,9            | 22            | 24,3           | 24,3          | 20,6          | 15,5          | 10,1            | 6,8           | 15,3       |
| Record de froid (°C) date du record   | −19,5 14.01.1982 | −13,5 07.02.1991 | −10,5 07.03.1971 | −4,1 11.04.03 | −1,3 05.05.1996 | −3 02.06.1962 | 3,5 01.07.1984 | 5 28.08.1978  | 2 25.09.1979  | −4,4 24.10.03 | −8,3 26.11.1989 | −13 18.12.10  | −19,5 1982 |
| Record de chaleur (°C) date du record | 15,4 18.01.07    | 18,8 26.02.19    | 23 29.03.1968    | 28,2 15.04.07 | 31,3 12.05.1998 | 35,8 27.06.11 | 41,9 25.07.19  | 37,4 10.08.03 | 34,8 15.09.20 | 29,2 01.10.11 | 20,7 12.11.1995 | 15,6 07.12.00 | 41,9 2019  |
| Précipitations (mm)                   | 59,5             | 49,9             | 52,6             | 41,4          | 57              | 65,7          | 70,2           | 71,6          | 57,6          | 63,3          | 72,5            | 75,3          | 736,6      |

## Urbanisme

### Typologie
Au 1er janvier 2024, Mérignies est catégorisée petite ville, selon la nouvelle grille communale de densité à sept niveaux définie par l'Insee en 2022.
Elle appartient à l'unité urbaine de Templeuve-en-Pévèle, une agglomération intra-départementale regroupant cinq  communes, dont elle est ville-centre,,. Par ailleurs la commune fait partie de l'aire d'attraction de Lille (partie française), dont elle est une commune de la couronne,. Cette aire, qui regroupe 201 communes, est catégorisée dans les aires de 700 000 habitants ou plus (hors Paris),.

### Occupation des sols
L'occupation des sols de la commune, telle qu'elle ressort de la base de données européenne d'occupation biophysique des sols Corine Land Cover (CLC), est marquée par l'importance des territoires agricoles (51,9 % en 2018), en diminution par rapport à 1990 (87,8 %). La répartition détaillée en 2018 est la suivante : 
terres arables (51,1 %), zones urbanisées (22,2 %), espaces verts artificialisés, non agricoles (20,1 %), forêts (5,8 %), zones agricoles hétérogènes (0,8 %). L'évolution de l'occupation des sols de la commune et de ses infrastructures peut être observée sur les différentes représentations cartographiques du territoire : la carte de Cassini (XVIIIe siècle), la carte d'état-major (1820-1866) et les cartes ou photos aériennes de l'IGN pour la période actuelle (1950 à aujourd'hui).

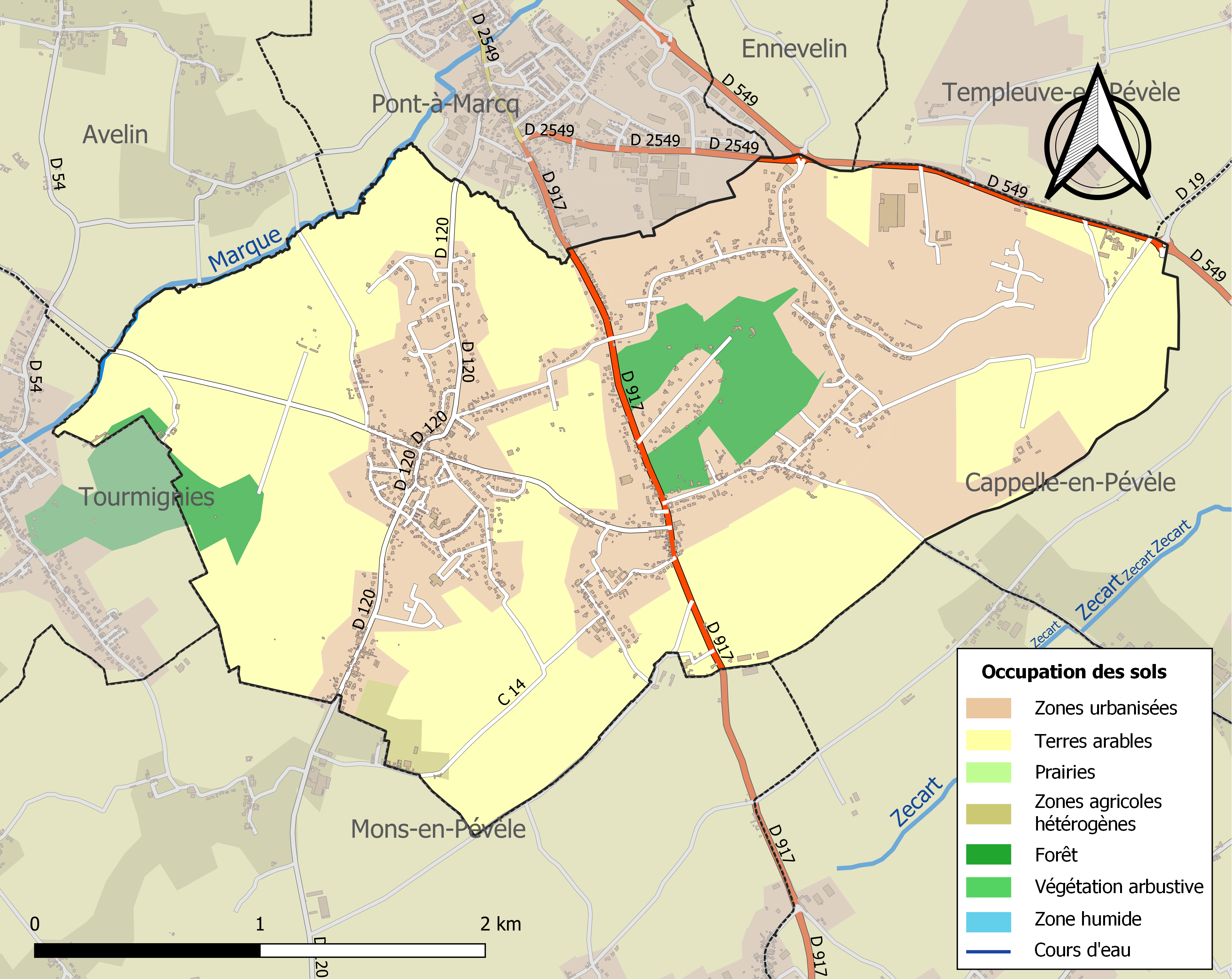
Carte des infrastructures et de l'occupation des sols de la commune en 2018 (CLC).

## Toponymie
Les noms des hameaux font beaucoup référence à la plaine humide de la Marque : La Chantraine (Chant des Rainettes), La Mousserie, La Verderie, La Rosée, Molpas (pas mou) Bois Lambert, Bois de Choques, Bois de Rupilly, La Plaine du Moulin, La Rosière, Nouveau Jeu, La Gaillarderie, Les Coquelicots, Les Bleuets, Les Grands Prés, Les Petits Prés.
Noms anciens : Meregnies, en 1147, cartulaire de Saint Vaast. Merenniis, 1164, id. Meuregnien, 1167, cart. de l'abbaye de Liessies. Mereines.

## Géologie
Les sols sont constitués de craie en profondeur, recouverte d'une couche d'argile (argile de Louvil), puis d'une épaisse couche de sable de plus de 15 m (sables d'Ostricourt / glauconieux et denses en profondeur) — le sable est affleurant sous forme de limons sableux notamment dans la Plaine du Moulin. L'étang de la Mousserie, contigu, est le résultat d'une ancienne sablière. Au-dessus du sable, revient à beaucoup d'endroits une dernière couche d'argile (Argile d'Orchies). L'ensemble de ces strates est incliné dans le sol et la craie réapparait en surface sur le site de Lesquin.

## Histoire
La découverte des tuiles romaines dans les murs en chevron de l'église semble indiquer une implantation humaine à l'époque gallo-romaine. Aucune découverte archéologique ne témoigne d'une implantation humaine avant cette époque même si le site, proche d'un cours d'eau et au cœur de terres fertiles, semble tout à fait adapté aux besoins des premières populations sédentaires dans nos régions. L'existence du petit village de Merennus est attestée en 1164. 
La terre et seigneurie de Mérignies sont tenues du châtelain de Lille. En 1440, elles sont aux mains de Jacques de Buissy, écuyer, seigneur de Buissy et de Merlecourt, et sa femme Béatrix de Nédonchel, fille de Robert, seigneur de Nédonchel et de Sybille de la Clite. Il vend ces propriétés en 1440 à Henri de Tenremonde,  (famille de Tenremonde) écuyer, 2600 livres parisis, monnaie de Flandre, avec la charge du douaire de Jeanne Thieulaine, décédée en 1456, qui jouissait de la moitié des revenus de la seigneurie. En 1456, neuf fiefs, situés sur Mérignies, Fretin, Ennevelin et Avelin relèvent de cette terre. Le revenu de la seigneurie est évalué à 172 livres en 1474.
Les Tenremonde ont possédé cette terre et seigneurie sans discontinuer depuis 1440.
Les Tenremonde fondent un château en 1640 dont les vestiges des communs et des écuries sont encore visibles aujourd'hui dans le château dit de la Rosée, détruit en 1917. Cette puissante famille voit son nom associé à l'histoire du village jusqu'en 1864, date du décès du dernier descendant masculin Victor-Charles-Albert de Tenremonde. Mérignies compta des administrateurs renommés comme Gilbert de Tenremonde qui fut bailli de Lille, Antoine de Tenremonde qui contribua à la rédaction des lois et coutumes de Lille en 1540 ou Pierre Petitpas qui devint grand prévost de Tournai en 1585.
Certains indices, comme la toponymie, portent à croire que la fameuse bataille de Mons-en-Pévèle en 1304, pendant laquelle Philippe le Bel défait les armées flamandes, se déroule en grande partie sur le territoire de Mérignies. Au cours du Moyen Âge, Mérignies voit s'élever plusieurs châteaux sur son territoire. L'un des rares témoins de l'histoire industrielle de Mérignies encore visible aujourd'hui est la tour d'un moulin à vent.

## Héraldique
|  | Les armes de Mérignies se blasonnent ainsi : "Plumeté d'or et de sable." ( le sable est la couleur noire en héraldique) Il s'agit des armoiries de la famille Tenremonde. Ce blason est attesté dans les manuscrits depuis 1417. Ces armoiries ont été adoptées par la commune de Mérignies au début du XXe siècle sous l'impulsion du chanoine Leuridan, actif président de la commission d'héraldique du Pas de Calais. |

## Politique et administration

### Liste des maires
| Période                                  | Période                   | Identité                  | Étiquette         | Qualité |
| ---------------------------------------- | ------------------------- | ------------------------- | ----------------- | --- |
| Les données manquantes sont à compléter. |                           |                           |                   | |
| 1802                                     | 1807                      | J. C. Desmons,            |                   | |
| Les données manquantes sont à compléter. |                           |                           |                   | |
| ca. 1881                                 |                           | M. Leboucq                |                   | |
| 1892                                     | 1895                      | Robert Eugène des Rotours | Union des droites | Député du Nord (4e circ. de Lille) (1876 → 1895) Député du Nord (1871 → 1876) Député de la 3e circonscription du Nord (1868 → 1870) Conseiller général d'Orchies (1868 → 1895) Maire d'Avelin (1868 → 1888) |
| Les données manquantes sont à compléter. |                           |                           |                   | |
|                                          | 1979 (démission)          | Henri Brunaux             |                   | |
| 1979                                     | mars 1989                 | Jean-Claude Droupsy       | UDF-PR            | Cadre informatique Ancien premier adjoint au maire |
| Les données manquantes sont à compléter. |                           |                           |                   | |
| 1993                                     | mai 2020                  | Francis Melon             | DVD               | Attaché de direction agricole retraité, maire honoraire |
| mai 2020                                 | En cours (au 24 mai 2020) | Paul Dhallewyn            | DVD               | Ingénieur et cadre technique d'entreprise |

### Jumelage
Depuis mai 2014, des contacts ont été pris avec le village et paroisse civile de Kilmacolm dans l'Inverclyde en Écosse, en vue d'un jumelage.
Ainsi, le samedi 12 juillet 2014, une délégation écossaise de Kilmacolm a été accueillie par le maire Francis Melon et son conseil municipal en présence du comité de jumelage et du député Thierry Lazaro pour acter le jumelage entre Mérignies et Kilmacolm et signer le serment de jumelage.
Ce projet de jumelage franco-écossais remonte en décembre 2012 lorsque Laurent Kochanski, récemment installé dans la commune, suggère à la municipalité de mettre en place un jumelage, une opportunité pour le village de s'ouvrir vers l'international.
Avec Kilmacolm (une petite ville proche de Glasgow ayant de nombreuses similitudes avec Mérignies), avec l'Ecosse, Mérignies est également liée par une histoire commune qui donne davantage encore de sens à notre jumelage.
Cette histoire commune entre Mérignies et Kilmacolm, c'est l'histoire de la vieille alliance entre la France et l'Écosse, plus connue sous le nom d”Auld Alliance”, avec le plus ancien traité datant de 1295. Cette alliance est  unique dans l'histoire des nations car elle n'a pas d'équivalent en termes de durée et d'intensité.
Cette alliance entre la France et l'Écosse a aussi été saluée par Charles de Gaulle, qui rappelait lors d'un discours à Édimbourg en 1942 : « Dans chacun des combats où, pendant cinq siècles, le destin de la France fut en jeu, il y eut toujours des hommes d'Écosse pour combattre côte à côte avec les hommes de France ».
Une délégation du comité de pilotage de Mérignies avait participé du côté écossais le 10 mai 2014 à la signature du serment de jumelage entre Mérignies et Kilmacolm.
Mérignies et Kilmacolm ont ainsi pris l'engagement solennel de « maintenir des liens permanents entre les municipalités afin de dialoguer, d'échanger leurs expériences et de mettre en œuvre toute action conjointe susceptible de les enrichir mutuellement dans tous les domaines relevant de leur compétence tels que le sport, la culture ou les relations commerciales et d'encourager et de soutenir les échanges entre leurs concitoyens et en particulier leurs enfants et leurs élèves pour développer, par une meilleure compréhension mutuelle et une coopération efficace le sentiment vivant de la fraternité européenne au service d'un destin désormais commun ».
Un Comité de pilotage se réunit régulièrement pour revoir l'ensemble des actions et des initiatives concernant le jumelage sous la responsabilité de Laurent Kochanski et de Francis Melon.

## Population et société

### Démographie

#### Évolution démographique
L'évolution du nombre d'habitants est connue à travers les recensements de la population effectués dans la commune depuis 1793. Pour les communes de moins de 10 000 habitants, une enquête de recensement portant sur toute la population est réalisée tous les cinq ans, les populations de référence des années intermédiaires étant quant à elles estimées par interpolation ou extrapolation. Pour la commune, le premier recensement exhaustif entrant dans le cadre du nouveau dispositif a été réalisé en 2004.

En 2022, la commune comptait 3 476 habitants, en évolution de +15,94 % par rapport à 2016 (Nord : +0,51 %, France hors Mayotte : +2,11 %).
| 1793 | 1800 | 1806 | 1821 | 1831 | 1836  | 1841  | 1846 | 1851 |
| ---- | ---- | ---- | ---- | ---- | ----- | ----- | ---- | ---- |
| 621  | 616  | 723  | 826  | 958  | 1 002 | 1 007 | 964  | 918  |

| 1856 | 1861 | 1866 | 1872 | 1876 | 1881 | 1886 | 1891 | 1896 |
| ---- | ---- | ---- | ---- | ---- | ---- | ---- | ---- | ---- |
| 938  | 948  | 901  | 920  | 919  | 931  | 898  | 909  | 905  |

| 1901 | 1906 | 1911 | 1921 | 1926 | 1931 | 1936 | 1946 | 1954 |
| ---- | ---- | ---- | ---- | ---- | ---- | ---- | ---- | ---- |
| 865  | 845  | 830  | 771  | 745  | 723  | 773  | 756  | 797  |

| 1962 | 1968 | 1975  | 1982  | 1990  | 1999  | 2004  | 2006  | 2009  |
| ---- | ---- | ----- | ----- | ----- | ----- | ----- | ----- | ----- |
| 787  | 875  | 1 077 | 1 462 | 1 724 | 2 055 | 2 231 | 2 213 | 2 386 |

| 2014  | 2019  | 2022  | - | - | - | - | - | - |
| ----- | ----- | ----- | - | - | - | - | - | - |
| 2 828 | 3 199 | 3 476 | - | - | - | - | - | - |

#### Pyramide des âges
La population de la commune est relativement jeune.
En 2018, le taux de personnes d'un âge inférieur à 30 ans s'élève à 35,7 %, soit en dessous de la moyenne départementale (39,5 %). À l'inverse, le taux de personnes d'âge supérieur à 60 ans est de 21,0 % la même année, alors qu'il est de 22,5 % au niveau départemental.
En 2018, la commune comptait 1 563 hommes pour 1 569 femmes, soit un taux de 50,1 % de femmes, légèrement inférieur au taux départemental (51,77 %).
Les pyramides des âges de la commune et du département s'établissent comme suit.
| Hommes | Classe d’âge | Femmes |
| ------ | ------------ | ------ |
| 0,2    | 90 ou +      | 0,5    |
| 3,8    | 75-89 ans    | 4,5    |
| 16,9   | 60-74 ans    | 16,2   |
| 25,2   | 45-59 ans    | 24,3   |
| 17,7   | 30-44 ans    | 19,3   |
| 15,5   | 15-29 ans    | 14,3   |
| 20,7   | 0-14 ans     | 20,8   |

| Hommes | Classe d’âge | Femmes |
| ------ | ------------ | ------ |
| 0,5    | 90 ou +      | 1,4    |
| 5,3    | 75-89 ans    | 8,1    |
| 14,8   | 60-74 ans    | 16,2   |
| 19,1   | 45-59 ans    | 18,4   |
| 19,5   | 30-44 ans    | 18,7   |
| 20,7   | 15-29 ans    | 19,1   |
| 20,2   | 0-14 ans     | 18     |

## Lieux et monuments
Église St-Amand : origine Moyen Âge, murs composés en grès de Pève, de briques et fragments de tuiles, murs latéraux en briques et pierres alternées. Intérieur : colonnes aux chapiteaux ornés d'une double rangée de crochets. Chœur à pans coupés éclairé de fenêtres gothiques et d'une troisième circulaire. Voûte de la nef en bois en forme de carène.
Étang de la Mousserie : accès public, plan d'eau géré par association de pêche.

## Divertissements dans la commune
Mérignies dispose d'une bibliothèque, d'un complexe multisport, d'une salle de spectacle, d'un terrain extérieur de basket, de 2 terrains de foot, de nombreux sentiers pour se promener, d'une salle des fêtes et d'un golf de 27 trous (9 trous supplémentaires en travaux), Mérignies Golf.

### Le golf

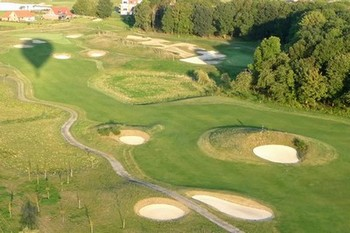
Trous 6 et 7 - Parcours Val de Marque

Le golf de Mérignies, inauguré en 2008, est un complexe de 27 trous situé à une vingtaine de kilomètres de Lille. Conçu par l’architecte Michel Gayon, il comprend trois parcours de type links. Le site se distingue par son relief vallonné, rare dans la région, et ses installations étendues, dont un practice de 10 hectares. Engagé dans une démarche écoresponsable, il utilise notamment des eaux de récupération pour l’arrosage. 
En effet, plusieurs bassins permettent de récupérer les eaux de pluie. Par ailleurs, l'usine Cristaline voisine rejette son surplus de production dans les bassins du golf,.
Les fouilles archéologiques débutent en septembre 2005, puis les travaux en mars 2006.
Le parcours "Val de Marque", premier neuf trous, ouvre en septembre 2008, en même temps que le practice et l'école de golf ; le deuxième parcours, "La Valutte", ouvre le 1er mai 2010 avec le club-house et le restaurant l'engrenage.
En avril 2013 le club house est agrandi, avec l'ouverture d'un restaurant semi-gastronomique. En juin 2014 ouvre le parcours "Rupilly", troisième neuf trous,.
L'ouverture du dernier parcours de neuf trous, "Croisette", est prévu aux alentours de 2023.

## Personnalités liées à la commune
- Michel Gousselaire

Michel Gousselaire, né en 1629 à Mérignies, religieux de l'ordre de Cîteaux, prend l'habit monastique à l'abbaye Notre Dame du Repos à Loos et y prononce ses vœux en 1650.
Après avoir été ordonné prêtre, il est chargé de la direction de divers monastères de filles. Il est aussi sous-prieur et ensuite procureur et historien de son monastère. Le chapitre général de Cîteaux lui donne la charge de Syndic de la Province Gallo-Belgique.
Il rend un service considérable aux Maisons religieuses où il a demeuré, en copiant exactement leurs titres, privilèges, donations etc
Outre cela il a composé aussi une bonne histoire inédite de l'abbaye de Loos : Historia Chronologica Laudensis Monasterii à prima fundatione (en 1148) usque ad annum MDCCVI Ms en 2 gros vol
Cet ouvrage qui se conservait à l'Abbaye de Loos, renferme, outre ce qui la regarde divers événements mémorables, comme des gelées et chaleurs excessives, des mortalités, différentes guerres, sièges, batailles, traités de paix etc
Un autre volume fort précieux est celui que dom Michel Gouselaire rédigea en 1699, à la prière de l'abbesse de Marquette, madame Elisabeth de Crevant de Humières. Gouselaire, a intitulé ce volume : Sommaire et répertoire des titres de l'abbaye de Notre Dame du Repos  à Marquette, de Flines et du Verger.
En 1706 Fénelon rend visite à Gousselaire dans sa dernière maladie.
Michel Gousselaire meurt à l'abbaye de Marquette, où il est directeur le 3 décembre 1706 âgé de près de 77 ans.
- Robert des Rotours (1891-1980), sinologue, propriétaire du château de Mérignies.

### Galerie d'images

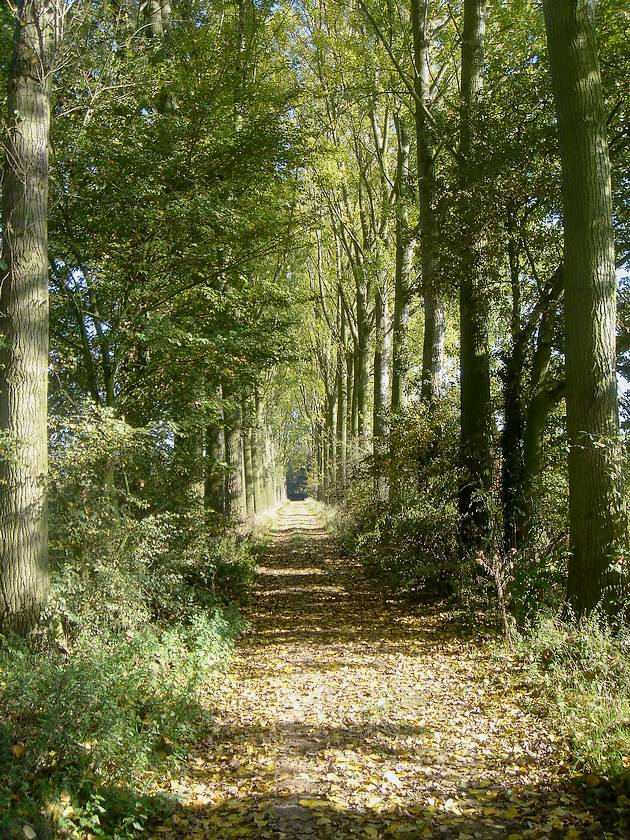
Petite allée ou drève du château - été 2007.
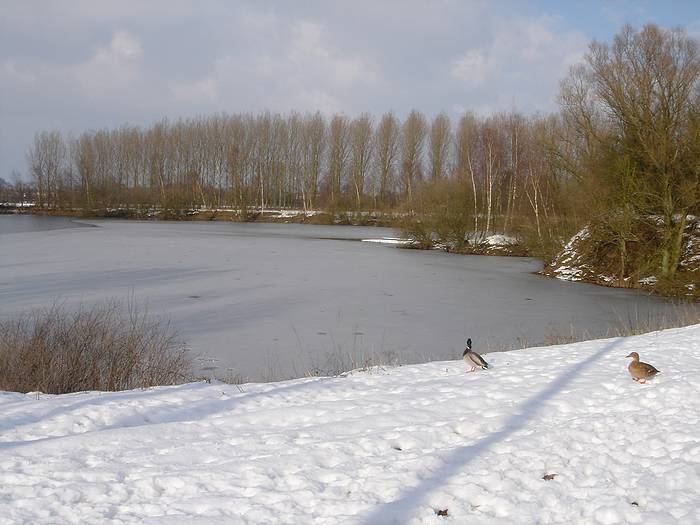
La Mousserie - mars 2005.
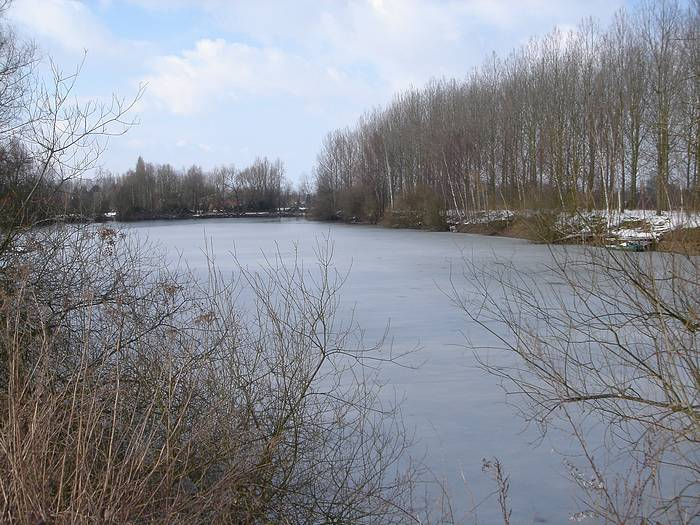
La Mousserie - mars 2005.
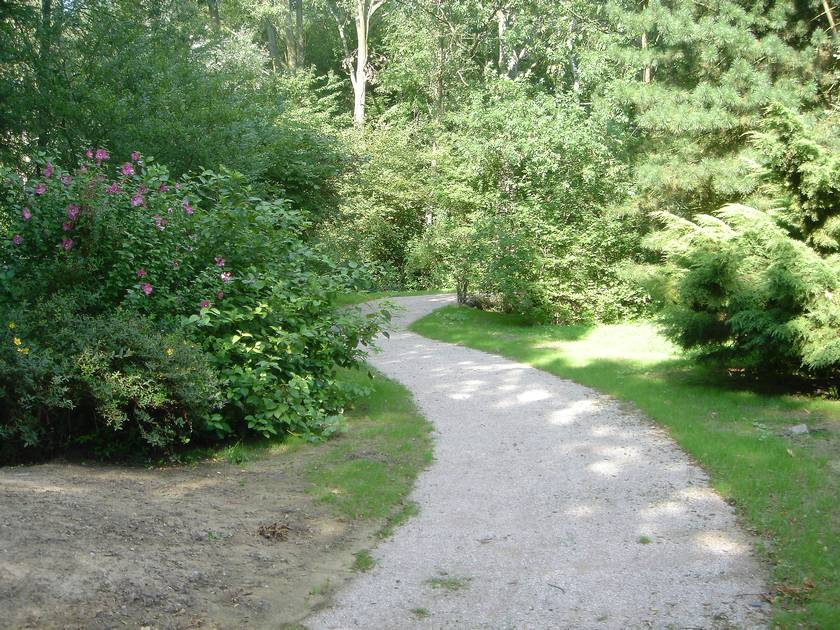
La Mousserie - été 2007.
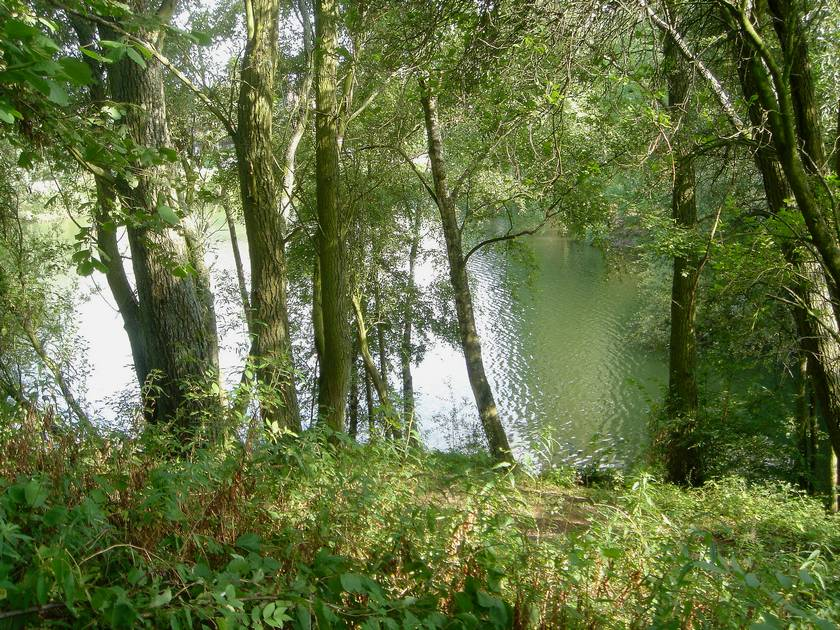
La Mousserie - été 2007.
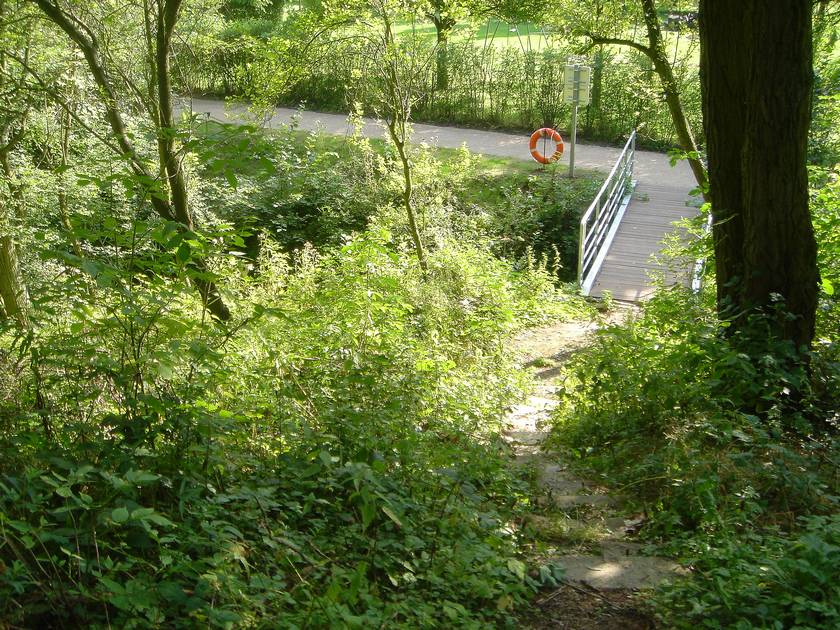
La Mousserie - été 2007.

## Pour approfondir